# 哈里·庫瑪爾·里馬爾
哈里·庫瑪爾·里馬爾（英語：Hari Kumar Rimal，1987年6月13日—）為尼泊爾田徑運動員。他參加嘉年華購物中心男子5000公尺賽事 。